# Bertl Kuch
Bertl Kuch (* 11. November 1904 in Zweibrücken als Albertina Welscher; † 4. März 1994 in Winnipeg, Kanada) war eine deutsche Grafikerin, Kunstmalerin und Kunsthandwerkerin.

## Leben
Bertl Kuch wuchs als Tochter des Hausmeisterehepaars Johann und Sofie Welscher, geborene Sappl, auf. Wohl schon in jungen Jahren nannte sie sich Bertl anstatt Albertina und behielt diese Praxis zeit ihres Lebens bei. Obwohl ihre Eltern keine hinreichenden Möglichkeiten hatten, die künstlerische Begabung ihrer Tochter zu fördern, gelang es ihr, sich an der Staatsschule für angewandte Kunst in Nürnberg als Meisterschülerin von Max Körner zur Malerin und Gebrauchsgrafikerin ausbilden zu lassen. Welscher wird 1928 im Einwohnerbuch Nürnberg in der Rubrik „Selbstständige Geschäfts- und Gewerbetreibende“ in der Gruppe der Gebrauchsgrafiker aufgeführt. Im Rahmen ihrer Ausbildung lernte sie ihren späteren Ehemann Jobst Kuch (1902–1963), ebenfalls Meisterschüler von Körner, kennen. Das Paar heiratete 1929 in der Nürnberger Sebalduskirche. Es lebte zwischen 1940 und 1963 in der Teutonenstraße 25 in Nürnberg.

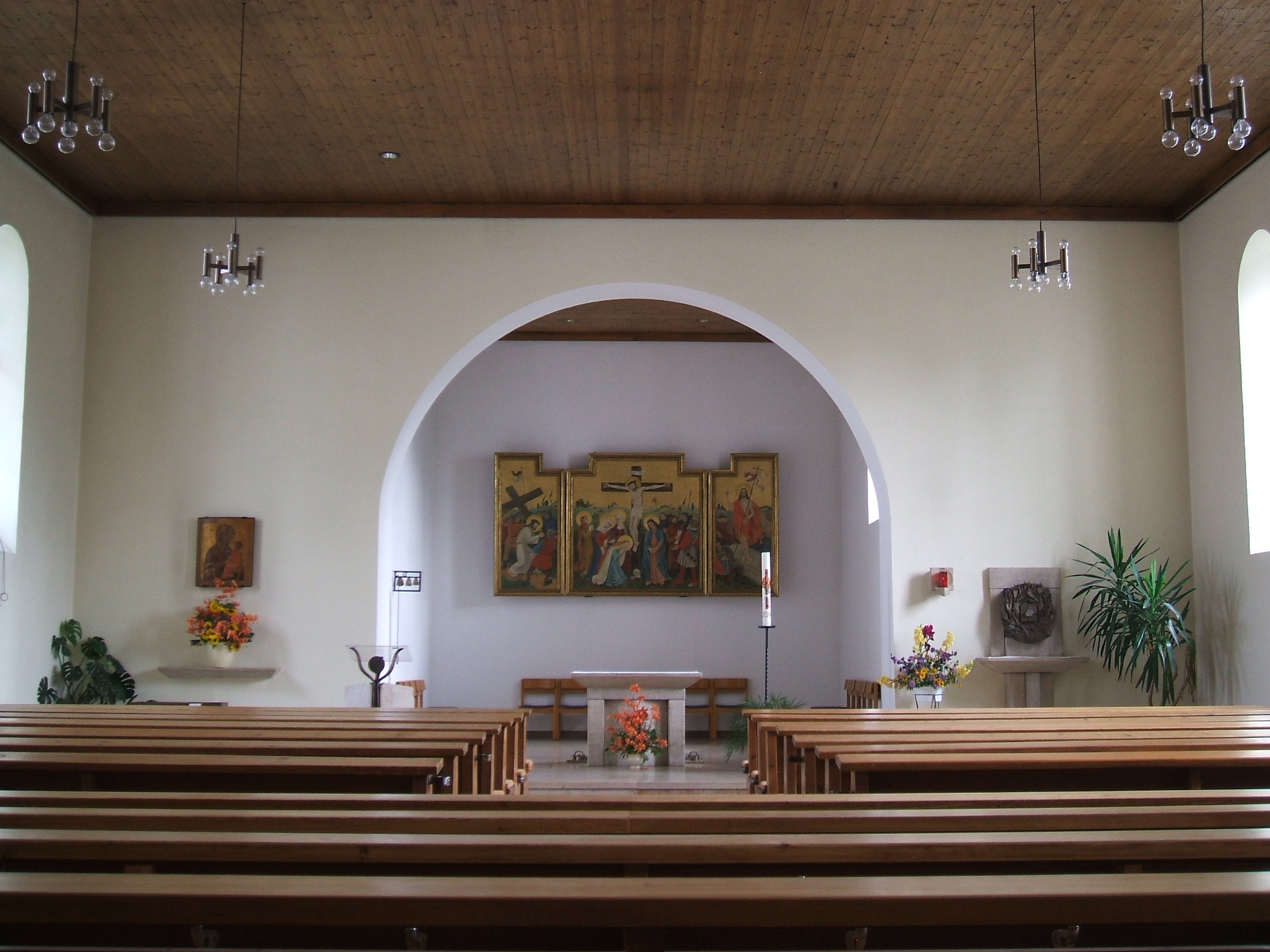
Blick in die Heilig-Kreuz-Kirche in Gebersdorf, Flügelaltar von Bertl Kuch

In den folgenden Jahren prägten zwei größere Projekte die Arbeit Kuchs. Im Jahr 1937 erhielt sie den Auftrag, den Hochaltar der neu gebauten Pfarrkirche Heilig-Geist in Gebersdorf zu gestalten. 1935 wurde sie mit der Gestaltung von Kostümen der 36 Krippenfiguren des Nürnberger Christkindlesmarktes betraut. Daneben entwarf sie zum Beispiel 1939 die erste Wegekarte für den Nürnberger Tiergarten, Wandmalereien in Kindergärten, Lithografien und Buchillustrationen. Nach Auskunft des Bundesarchivs ist Bertl Kuch in der NSDAP-Mitgliedskartei, die zu etwa 80 % überliefert wurde, nicht verzeichnet.
In der Zeit nach 1945 trat Bertl Kuch vor allem als Gestalterin von Gebrauchskunst des öffentlichen Raums in Erscheinung. Sie gestaltete als Sgraffito die Sonnenuhr der Nürnberger Schule Herschelplatz oder übernahm im ehemaligen Postamt am Obstmarkt die Wandmalereien, die sie dem Thema „Post“ widmete. Schwerpunkt ihres Wirkens bildete jedoch die gestalterische Begleitung des Christkindlesmarktes.
Nach dem Tod ihres Mannes im Jahre 1963 führte Bertl Kuch ein zurückgezogenes Leben. Sie widmete sich insbesondere ihren Enkeln, Nachbarn und Katzen. Im Alter von 80 Jahren zog sie zur Familie ihrer Tochter ins kanadische Winnipeg. Sie verstarb dort am 4. März 1994.
Bertl Kuch wird als lebenslustige, heitere Person beschrieben. Sie führte über weite Phasen ihres Lebens ein detailliertes Tagebuch, in dem sie ihr Schaffen und damit zusammenhängende Begebenheiten genau dokumentierte. Hierbei bediente sie sich eines ausgeprägt persönlichen Stils, der bewusst mundartliche Sprachelemente aufwies. Typisch für sie war auch, von sich in der dritten Person anstatt in der Ich-Form zu schreiben:

„Mit Baurat Seegy ist die Berti nach München gefahren: Antiquitätenläden abgeklopft. Seegy: Grüßgott, wir bräuchten a paar alte Schdöffle für Krippenfiguren, hams da was? (Berti lachen) Aber kriagt hams was. Dann Nationalmuseum, Krippenfiguren zeichnen, Naphtalingestank und im Vegetarischen: Kastanien mit Rosenkohl und KEIN Bier!“

## Werk

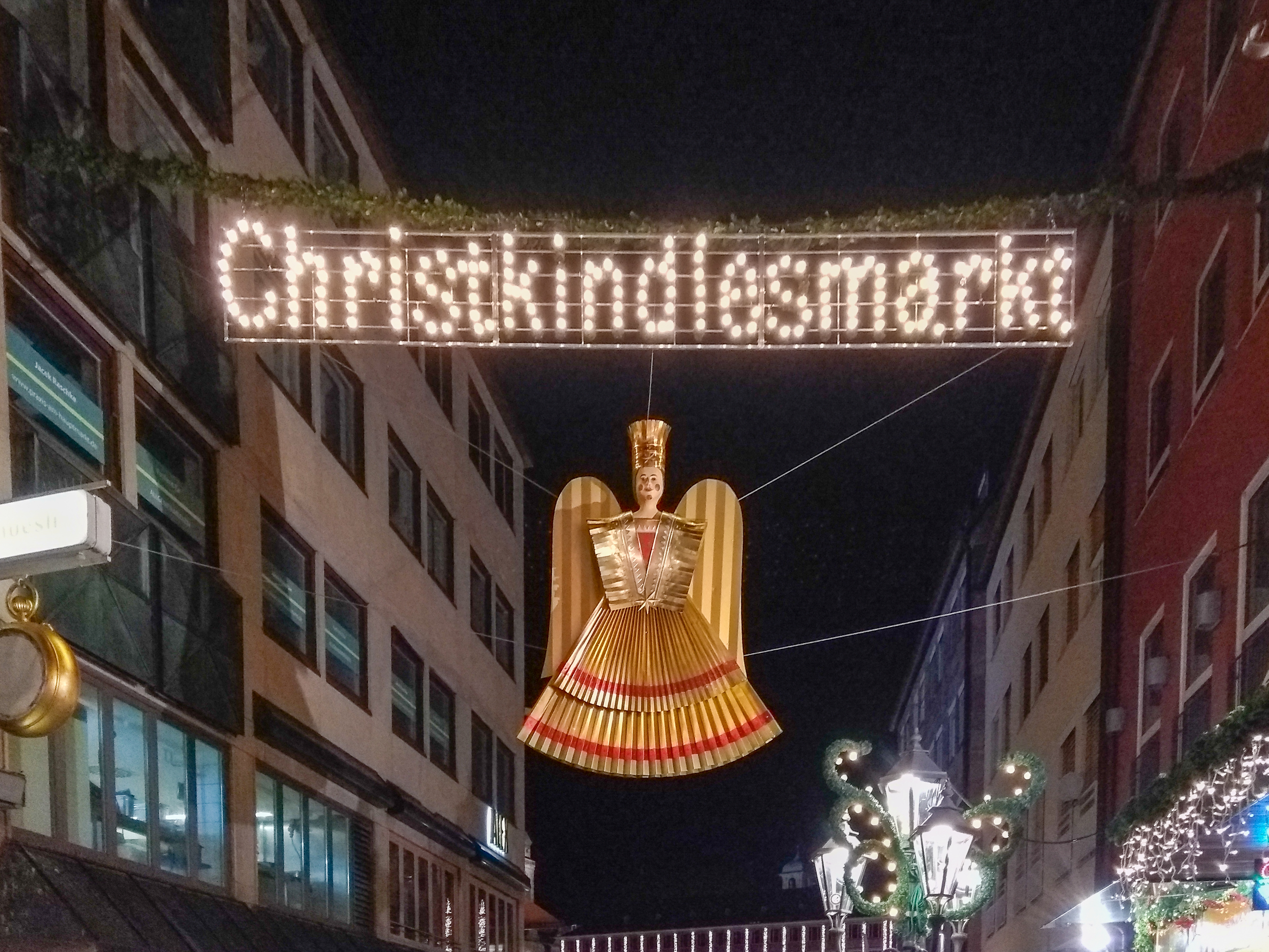
Rauschgoldengel von Bertl Kuch auf dem Nürnberger Christkindlesmarkt

In den Museen der Stadt Nürnberg sind von Kuch Lithografien, Drucke, Buchillustrationen und Holzschnitte erhalten.
Eine ihrer bekanntesten Arbeiten ist heute noch auf dem Nürnberger Christkindlesmarkt zu sehen. Für die etwa 50 Zentimeter großen Holzfiguren der Weihnachtskrippe im Zentrum des Weihnachtsmarktes stellte Bertl Kuch nach Entwürfen des Bildhauers Max Renner die 36 Gewänder her, wobei die Hirten als Besonderheit fränkische Tracht tragen. Die Figuren werden bis heute verwendet.
Volker Sellmann ordnet den Stil Kuchs den Formen und Mustern des Traditionalismus zu, dabei technisch souverän und witzig in der Ausführung.

### Flügelaltar der Gebersdorfer Heilig-Kreuz-Kirche

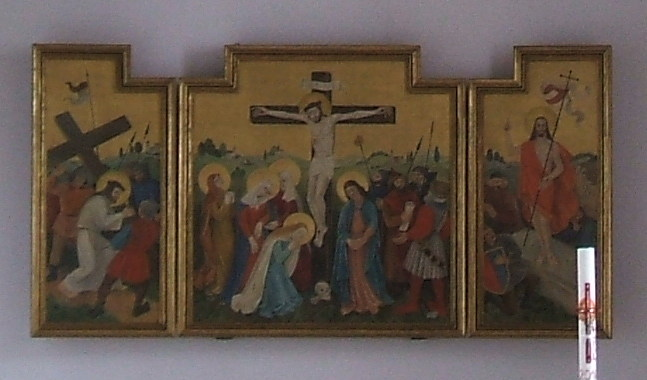
Flügelaltar in der Pfarrkirche Heilig-Kreuz in Nürnberg-Gebersdorf, (1937)

Bertl Kuch und ihr Ehemann wandten sich der sakralen Kunst zu und übernahmen gelegentlich auch zusammen Aufträge. So gestaltete Bertl Kuch im Jahr 1937 für die neu erbaute Heilig-Kreuz-Kirche in Nürnberg-Gebersdorf einen Flügelaltar als Passionstriptychon mit dem traditionellen Bildprogramm Kreuztragung, Kreuzigung und Auferstehung, während ihr Ehemann den Kirchenraum ausmalte.
Ihr Malstil orientierte sich an der hochgotischen Tafelmalerei von etwa 1420. Der linke Flügel zeigt die Kreuztragung Jesu, der von fünf Schergen dicht umdrängt wird. Auf dem mittleren Flügel ist die Kreuzigungsszene dargestellt. Diese Szene ist unter goldenem Himmel in eine, wohl der fränkischen Region nachempfundene Landschaft eingebettet. Rechts neben dem gekreuzigten Jesu halten sich vier heilige Frauen auf, von denen drei verschleiert sind und wahrscheinlich die drei Marien darstellen. Bei ihnen steht, die Hände zum Gebet gefaltet, der Lieblingsjünger Jesu, Johannes. Unter dem Kreuz, auf der linken Seite befinden sich drei Kriegsknechte, der Hohepriester Kaiphas eine Schriftrolle tragend sowie ein Patrizier. Die rechte Flügeltafel zeigt den auferstandenen Jesus mit einer roten Siegesfahne in der Hand. Er steht auf dem geschlossenen Grab, das von drei schlafenden Wachsoldaten umgeben ist. Am 11. Juni 1939 wurden die Altarbilder im Kontext einer Kreuzfeier, verbunden mit einer Ansprache eingeweiht.
Hervorgehoben wird von Sellmann die sichere stilistische Konzeption sowie die Gediegenheit der handwerklichen Gestaltung. Allerdings zeige das Werk kaum neue Impulse oder Stilelemente der 30er Jahre und bleibe insgesamt zu eng an historischen Vorbildern orientiert. So ähnele beispielsweise die Auferstehungsszene den Altarbildern des Wolfgangsaltars in der Nürnberger Lorenzkirche.
Das Triptychon war ursprünglich mit einer Mensa und einer Predella, die mit stilisierten Weinreben verziert war, ausgestattet. Nach einer Umgestaltung der Kirche entfielen diese Elemente. Das Triptychon befindet sich seither ohne weiteres Beiwerk an der hinteren Chorwand der Kirche.

## Veröffentlichungen
- Das neue Nürnberg. Noris-Plan vom Gelände der Reichsparteitage mit seinen Bauten und Lagern. [Mit 1 Nebenkt.]. E. u. H. Frommann, Nürnberg 1937.